# 新山内环公路
新山内环公路（联邦188号公路）是一条位于柔佛新山的联邦公路，长度为4.810公里。 该公路的道路布局为双向六车道、呈半环状。

## 事件
2023年7月，随着马新捷运工程的进行，道路被迫减缩车道，造成交通拥堵问题，迫使部分民众只能以步行方式抵达关卡。工程所带来的的砂石也导致路面不平坦、砂石堆积，造成摩托骑士的困扰。 2025年6月，为了配合该工程的进行，道路将连续4天于晚上11时至清晨6时封路 